# Mobilitatea militară (proiect PESCO)
     Participanți
     Observatori

Națiune Conducătoare
Participanți
Observatori

Mobilitatea militară este unul dintre proiectele inițiale lansate în cadrul mecanismului de cooperare structurată permanentă⁠(en)[traduceți] în apărare (PESCO) al Uniunii Europene (UE). Este denumit în mod obișnuit „Schengen militar”, deoarece este inspirat de spațiul Schengen al UE, dar este desemnat pentru a sprijini libera circulație a unităților și a activelor militare în întreaga Europă, prin eliminarea barierelor birocratice și îmbunătățirea infrastructurii.
Luna trecută, [generalul-locotenent Ben Hodges⁠(en)[traduceți]] a stat în avionul său pe pista bazei aeriene Pápa Air⁠(en)[traduceți] din Ungaria, (acesta fiind cu motoarele turate pe o căldură de 40 de grade), în timp ce un consilier a colectat pașapoartele generalului și ale anturajului său, inclusiv ale unui atașat militar⁠(en)[traduceți] german și ale acestui reporter și le-a adus pentru a fi verificate de polițiștii de frontieră⁠(en)[traduceți] maghiari, care, așteptau într-o mașină din apropiere, astfel încât anturajul să poată zbura mai departe spre o bază din Bulgaria.

## Istoric
Zona a fost propusă de comandantul armatei Statelor Unite în Europa, generalul-locotenent Ben Hodges, care, a făcut câteva demersuri inițiale prin intermediul NATO, dar probleme precum verificarea pașapoartelor și slăbiciunile legăturilor de transport în ce privește vehiculele militare mari, au persistat. În 2017, Jeanine Hennis-Plasschaert, ministrul olandez al apărării, a propus un acord de circulație inspirat din cel al spațiului Schengen, drept parte a facilitatii PESCO. Acesta a început să  câștige teren ca urmare a Brexit-ului și a presiunilor geopolitice. Proiectul își are temeiul juridic în articolul 42.6 din Tratatul de la Lisabona și ulterior în Protocolul nr. 10. Principala diferență dintre PESCO și alte forme de cooperare este reprezentată de caracterul juridic obligatoriu al angajamentelor asumate de statele membre participante.
Comisia Europeană a continuat cu un Plan de acțiune pentru mobilitatea militară, în 2018. Planul de acțiune își propunea să ofere un cadru coerent pentru programele, proiectele, inițiativele și activitățile în curs și viitoare. Ar fi fost de presupus că, acest lucru ar fie permis o abordare mai coordonată a UE, consolidând solidaritatea între statele membre și îmbunătățind valoarea adăugată a UE. 
La sfârșitul anului 2023, NATO a avertizat din nou statele membre europene împotriva a „prea multă birocrație, care împiedică mișcările trupelor în toată Europa, o problemă care ar putea provoca întârzieri majore în cazul izbucnirii unui conflict cu Rusia”.  Statul rus a văzut această evoluție ca pe o escaladare ascunsă.

## Scop
Mobilitatea militară a fost selectată ca proiect PESCO datorită costului său scăzut și a dezacordurilor politice relativ reduse, pe această temă, mai ales că, spre diferență de toate proiectele PESCO, la lansare, aproape toate statele PESCO și-au propus să participe la el. Acordul a fost conceput să lucreze atât cu operațiunile NATO, cât și cu cele ale UE, pentru a se asigura că „unitățile și echipamentele sunt la locul potrivit la momentul potrivit, indiferent dacă sunt desfășurate într-un context UE sau NATO”.
Proiectul PESCO privind mobilitatea militară este inspirat de cel al spațiului de liberă circulație Schengen, dar se confruntă cu provocări foarte diferite. El se circumscrie în jurul a două domenii principale. Primul este reprezentat de eliminarea barierelor birocratice, cum ar fi verificarea pașapoartelor și obligația de notificare prealabilă.
În timp ce în cazul unei situații de urgență, NATO poate muta trupele mai repede, în timp de pace este necesară o notificare prealabilă pentru mai multe mișcări; de exemplu, deplasarea trupelor americane din Polonia în Germania necesită o notificare cu 5 zile în avans.
Al doilea domeniu este reprezentat de infrastructură, deoarece există drumuri și poduri care nu pot suporta sarcini impuse de echipamentul greu, tuneluri care sunt prea mici și piste de aterizare care nu pot găzdui aeronave mai mari. 

Pe site-ul oficial PESCO, scopul proiectului este descris după cum urmează:
„Acest proiect sprijină angajamentul statelor membre de a simplifica și standardiza procedurile de transport militar transfrontalier, în conformitate cu concluziile Consiliului din 25 iunie 2018. Acesta urmărește să permită circulația nestingherită a personalului și a activelor militare, în interiorul frontierelor UE. Aceasta presupune evitarea procedurilor birocratice lungi de trecere prin sau peste statele membre ale UE, fie că se face feroviar, rutier, aerian sau maritim. Aspectele asupra cărora proiectul se concentrează în prezent sunt difuzarea celor mai bune practici, punerea în aplicare a rezultatelor concluziilor Consiliul Afacerilor Externe⁠(en)[traduceți] (Defence) din 25 iunie 2018 și a comunicării strategice.” 

## Participanții
Participant
     Observator
     Participant non-UE

Participant
Observator
Participant non-UE

De la lansarea PESCO în decembrie 2017, proiectul Mobilitatea militară este singurul proiect care include aproape fiecare stat PESCO în calitate de participant (mai puțin Franța, care, are doar statut de observator). Proiectul este condus de Germania și Țările de Jos și în cadrul său se află toatr statele Uniunii Europene, cu excepția Danemarcei și a Maltei. 
Din noiembrie 2020, țări terțe au putut participa la PESCO, astfel Canada, Norvegia și Statele Unite putând să solicite să participe la proiectul de îmbunătățire a mobilității militare în Europa. În mai 2021, UE a dat celor trei țări permisiunea de a participa la acesta.  Marea Britanie a solicitat să se alăture proiectului în iulie 2022, UE acordând permisiunea acestuia de a participa, în noiembrie 2022. 
Turcia a cerut, de asemenea, să se alăture proiectului, dar, cu toate acestea, Austria s-a opus solicitării Turciei, ministrul austriac al apărării argumentând că Turcia „nu îndeplinește cerințele de admitere pentru țările terțe”.  În iunie 2022, Finlanda și Suedia au semnat un acord trilateral cu Turcia în timpul  Summitului NATO de la Madrid din 2022⁠(en)[traduceți], prin care, cele două țări s-au angajat să sprijine includerea Turciei în proiectul de mobilitate militară, ca parte a unui acord mai larg care ar permite Finlandei și Suediei să adere la NATO . 
- Țările de Jos  - Coordonator de proiect
- Austria
- Belgia
- Bulgaria
- Republica Cehă
- Cipru
- Croația
- Estonia
- Finlanda
- Franța
- Germania
- Grecia
- Italia
- Letonia
- Lituania
- Luxemburg
- Polonia
- Portugalia
- România
- Slovacia
- Slovenia
- Spania
- Suedia
- Ungaria

Participanți din afara UE:
- Canada
- Marea Britanie
- Norvegia
- Statele Unite ale Americii[14]

## Măsuri în plan național
În Planul de acțiune al UE privind mobilitatea militară, unul dintre principalele rezultate livrabile națiunillor participante este „să dezvolte planuri naționale de mobilitate militară, să se angajeze în exerciții de practicare a mobilității și să stabilească o rețea de puncte de contact”.
În calitate de coordonator de proiect pentru proiectul PESCO privind mobilitatea militară, Țările de Jos și-au adoptat propriul plan național de mobilitate militară în ianuarie 2021, reafirmând poziția Țărilor de Jos ca poartă de intrare către/dinspre Europa și rolul său proeminent ca națiune de tranzit în scopul sprijinului națiunii-gazdă⁠(en)[traduceți]. Este demn de remarcat să citim că, într-un plan național privind mobilitatea militară legat de PESCO al UE, două dintre obiectivele strategice identificate sunt legate de NATO : „sprijinirea activă a abilitarii AOR al SACEUR” și „Menținerea angajamentelor NATO” 
În 2023, Belgia a primit peste 60 de milioane de euro de la Uniunea Europeană cu scopul adaptării infrastructurii rutiere și feroviare pentru transportul de echipamente militare grele din porturile Anvers⁠(en)[traduceți] și Zeebrugge⁠(en)[traduceți].
În Germania, una dintre măruile adoptate este reprezentată de modernizarea rețelei feroviare pentru a fi adaptată să suporte o trenuri de marfă lungi de 740 de m.
România a obținut până în prezent pe latura de mobilitate militară două granturi în valoare de aproape 60 de milioane de euro, pentru infrastructura feroviară din Portul Constanța și pentru realizarea unui pod la Ungheni între România și Republica Moldova. Aceasta reprezintă prima etapă dintr-un proiect referitor la șase poduri, în valoare de 104 milioane de euro, pentru care a aplicat România și care, urmează a fi optimizate pentru a respecta standardele necesare traficului militar. Costurile podului de la Ungheni urmează a fi suportate în proporție de 50 % prin linia de finanțare Connecting Europe Facility și 50% de Guvernul României.

## Vezi si
- Cooperarea structurată permanentă⁠(en)[traduceți]
- Politica Comună de Securitate și Apărare⁠(en)[traduceți]
- Cooperare sporită⁠(en)[traduceți]
- Acordul Schengen
- Comandamentul Comun de Sprijin și Activare⁠(en)[traduceți] al NATO